# 음경선망
음경선망(陰莖羨望, penis envy) 또는 남근선망은 프로이트 심리학 성심리 발전의 이론이다. 여성은 음경이 없다는 사실을 인식하고 불안에 빠지게 된다.

## 같이 보기
- 거세불안
- 자궁선망